# Rocco Schiavone
Rocco Schiavone es un personaje ficticio, literario y televisivo, protagonista de las novelas negras de Antonio Manzini y de la serie televisiva titulada en España Rocco. Schiavone es un subjefe de la Polizia di Stato originario del barrio del Trastévere de Roma, pero destinado por causas disciplinarias a Aosta. En la serie televisiva el papel es interpretado por el actor italiano Marco Giallini.

## Características del personaje
Schiavone nace en 1966 en Roma. Fuma Camel y conduce un Volvo. Es, y se siente, romano hasta la médula, y su traslado al bello valle alpino de Aosta es uno de los mayores castigos que se le han podido aplicar, y está relacionado con un grave incidente que tiene Schiavone con el hijo de un político (aunque él defiende que es lo mejor que ha hecho en su vida, y probablemente tiene razón).  Quizá por eso se empeña en seguir vistiendo de una manera más apropiada para la ciudad que para la montaña: sigue usando un loden y, sobre todo, mantiene sus Clarks, calzado muy poco apropiado para zonas nevadas, y que Schiavone destroza continuamente.
El subjefe (continuamente le llaman comisario, aunque ese cargo ha desaparecido del escalafón de la Polizia di Stato, por lo que ha de corregir tanto a compañeros como a civiles, hasta que se desespera y lo deja)  es huérfano, y se crio en la zona de Trastévere, rodeado de gente de mal vivir, por lo que sus opciones pasaban por la policía o la delincuencia, decidiéndose por la primera, aunque sin abandonar la segunda. Es un hombre lleno de contradicciones, capaz de quedarse con un cargamento de marihuana requisado (y conseguir con su venta una buena cantidad de dinero) pero incapaz de encerrar a inmigrantes irregulares engañados por una mafía de tráfico de personas. Sus mejores amigos (Furio, Brizio y Sebastiano) lo son desde la infancia, y son conocidos delincuentes, con los que organiza sus negocios fuera de la ley, y con los que no le importa ser relacionado.
Es un hombre solo, deprimido, cínico, no le importa ser violento si eso sirve a sus fines (legales o ilegales), no es una buena persona, pero tiene en el fondo un buen corazón y arrebatos de generosidad. Políticamente incorrecto, huraño, mujeriego y pendenciero, es tolerado por sus superiores por sus grandes dotes de investigador y su capacidad para resolver los delitos más complicados. Como afirma su propio creador: «Rocco vive en una zona de sombra. Incluso su moralidad, su ética también es sombría».
Schiavone tiene dos vicios principales: su porro de marihuana matutino, sin el que afirma no estar despejado; y la buena vida. También tiene una clasificación de los asuntos que no le gustan, lo que él llama las tocadas de cojones: empieza en el sexto grado (tareas domésticas por ejemplo), sigue con el séptimo (gestiones bancarias o cenas de trabajo), octavo (hablar en público), noveno (estancos cerrados y vigilancias con compañeros que no se duchan) y el décimo (tener que encargarse de un caso) que puede llegar a cum laude si se trata de un asesinato.
Respecto a su vida privada, Schiavone es bastante mujeriego: le atraen mucho las mujeres, y tiene bastante éxito, pero sigue estando profundamente enamorado de su esposa asesinada, Marina, con la que mantiene diálogos en los que él le comenta su día a día y ella lo abronca o lo halaga, siempre cariñosamente.

## Personajes complementarios
- Marina: Esposa de Rocco. Asesinada unos seis años antes de la trama de la primera novela por un gánster con el que Schiavone mantiene un conflicto. Él sigue enamorado, habla con ella muy a menudo, y sus otras relaciones son superficiales.

- Italo Pierron: Agente de policía. 27 años, aunque aparenta más. Nacido en el valle de Aosta, inteligente. Habla inglés y francés. Se convierte en el hombre de confianza de Rocco. Fuma Chesterfield, lo que molesta a su jefe cada vez que le "gorrea" un cigarrillo.

- Nora Tardioli: Amante de Rocco prácticamente desde su llegada a su nuevo destino. Dueña de una tienda de vestidos de novia, de unos 40 años y muy guapa.

- Alberto Fumagalli: Patólogo forense. Aunque han cogido la costumbre de no saludarse, se ha hecho muy amigo de Schiavone. Procede de Livorno.

- Maurizio Baldi: Juez. Con fama de estar medio loco.

- Andrea Corsi: Jefe superior de policía. Odia a los periodistas porque su mujer lo abandonó por un editorialista de La Stampa.

- Caterina Rispoli: Inspectora de 24 años. Muy eficiente. Rocco confía en ella. Mantiene una relación con su compañero Italo Perron.

- Luca Farinelli: Comisario suplente, jefe de la policía científica.

- Sebastiano Cecchetti: Gran amigo de Rocco desde su infancia. Delincuente conocido. Inseparable de los otros dos amigos de Rocco: Furio y Brizio.

- Agentes Deruta y D'Intino: Rocco dice que son «la forma que tiene Dios de castigarme». Son dos agentes de la comisaría especialmente torpes e ineptos, lo que provoca no pocas situaciones cómicas. Sus compañeros los apodan Stanli e Ollio (El Gordo y el Flaco).

- Caterina Rispoli: Inspectora de policía que aparece en La costilla de Adán. Mujer decidida y muy atractiva, a Rocco le gusta desde el primer día, pero inicia una relación sentimental con Italo Perron. Eso no impide que Rocco se de cuenta de su valía profesional y la convierta en uno de sus grandes apoyos.

- Antonio Scipioni: Agente de policía originario en parte de Las Marcas y en parte de Sicilia. Acaba de llegar a Aosta en La costilla de Adán, pero pronto se ganará la confianza de Rocco por su buen hacer. Más tarde llegará a inspector.

- Anna Cherubini: Pintora amiga de Nora. En Una primavera de perros inicia una relación romántica con Rocco.

## Apariciones literarias
| Año  | Título original                                                                         | Título traducido        | Publicación                             | Notas              |
| ---- | --------------------------------------------------------------------------------------- | ----------------------- | --------------------------------------- | ------------------ |
| 2013 | Pista nera                                                                              | Pista negra             | Salamandra, 2015 ISBN 978-84-15630-83-8 | Rocco Schiavone-1  |
| 2014 | La costola di Adamo                                                                     | La costilla de Adán     | Salamandra, 2015 ISBN 978-84-15631-14-9 | Rocco Schiavone-2  |
| 2015 | Non è stagione                                                                          | Una primavera de perros | Salamandra, 2016 ISBN 978-84-16237-14-2 | Rocco Schiavone-3  |
| 2015 | Era di maggio                                                                           | Sol de mayo             | Salamandra, 2017 ISBN 978-84-16237-19-7 | Rocco Schiavone-4  |
| 2016 | 7-7-2007                                                                                | 7-7-2007                | Salamandra, 2018 ISBN 978-84-16237-26-5 | Rocco Schiavone-5  |
| 2016 | Cinque indagini romane per Rocco Schiavone                                              |                         |                                         | Relatos            |
| 2017 | Pulvis et umbra                                                                         | Polvo y sombra          | Salamandra, 2020 ISBN 978-84-16237-40-1 | Rocco Schiavone-6  |
| 2018 | L’anello mancante                                                                       | El anillo perdido       | Salamandra, 2022 ISBN 978-84-18681-30-1 | Relatos            |
| 2018 | Fate il vostro gioco                                                                    | Hagan juego             | Salamandra, 2023 ISBN 978-84-18681-34-9 | Rocco Schiavone-7  |
| 2019 | Rien ne va plus                                                                         | No más apuestas         | Salamandra, 2024 ISBN 978-84-19456-56-4 | Rocco Schiavone-8  |
| 2020 | Ah l’amore l’amore                                                                      | Ay el amor el amor      | Salamandra, 2025 ISBN 978-84-10340-08-4 | Rocco Schiavone-9  |
| 2021 | Vecchie conoscenze                                                                      |                         |                                         | Rocco Schiavone-10 |
| 2022 | Le ossa parlano                                                                         |                         |                                         | Rocco Schiavone-11 |
| 2023 | ELP                                                                                     |                         |                                         | Rocco Schiavone-12 |
| 2023 | Riusciranno i nostri eroi a ritrovare l'amico misteriosamente scomparso in Sud America? |                         |                                         | Rocco Schiavone-13 |
| 2024 | Il passato è un morto senza cadavere                                                    |                         |                                         | Rocco Schiavone-14 |

## Apariciones televisivas
Rocco es una serie televisiva italiana, título original en italiano Rocco Schiavone, producida desde el año 2016 y que se transmite por el canal Rai 2, y en España por AMC.
| Temporada         | Episodios | Estreno en la TV |
| ----------------- | --------- | ---------------- |
| Primera temporada | 6         | 2016             |
| Segunda temporada | 4         | 2018             |
| Tercera temporada | 4         | 2019             |
| Cuarta temporada  | 2         | 2021             |
| Quinta temporada  | 4         | 2023             |
| Sexta temporada   | 3         | 2025             |